# 弹力
弹力（elastic force）是指发生弹性形变的物体由于要恢复原状，对他接触的物体产生的力。但如果形变过大，即超过了弹性限度则不再产生弹力。弹力产生时，发生弹性形变的物体为施力物体，和它接触的物体为受力物体。平时所指的弹力一般是压力、支持力、拉力和推力。
发生形变的物体，若能恢复原状，这样的形变叫做弹性形变；反之，若过了一定的限度则不能恢复原状，这样的形变叫做塑性形变。这个限度称作弹性限度。
任何物体都能发生形变，不发生形变的物体是不存在的。但在科学问题中人们会把假设不发生形变的物体称为刚体，这是一个理想模型。之所以人们认为有些物体不发生形变是因为有的形變沒有那么明显了，需要借助仪器才可以观察到，如把书放在桌子上，桌子和书都受到了力的作用而发生形变，但是光凭肉眼却无法观察到。比较明显的形變有弹簧的伸缩和拉长，竹子随风弯曲；

## 虎克定律

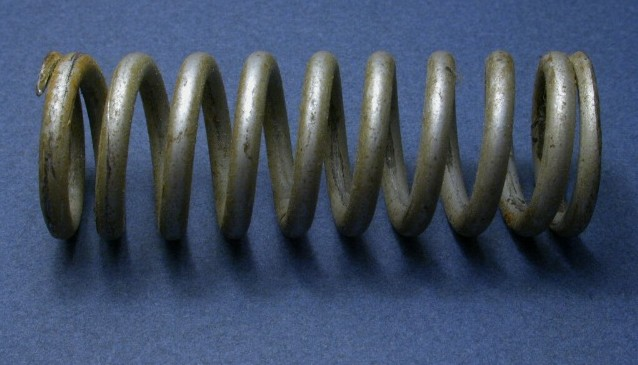
虎克定律能精确地描述普通弹簧在变形不太大时的力学行为。

弹簧伸长的长度与弹簧的弹力 {\displaystyle F} ，兩者之間的关系是虎克定律要表述的内容，其内容是：當弹簧发生弹性形变时，弹力的大小 {\displaystyle F} 跟弹簧伸长（或缩短）的长度 {\displaystyle x} 成正比，即:149-150
{\displaystyle F=-kx} ；
其中，{\displaystyle k} 称为弹簧的彈性常數（彈簧常數），单位是牛顿/米，用N/m表示。
彈性常數是由材料性质、几何外形决定。在這公式裡的負號是因為弹簧产生的弹力与其伸长(压縮)的方向相反，这弹力是一種回復力，表示它有使系统回復平衡的趋势。
这个规律是由这一关系称作虎克定律。弹簧测力计就是由此而制成的测量力的大小的工具。

## 弹力的方向
压力和支持力的方向总是垂直于接触面而指向被压或是被支持的物体。特别是对于两个物体的点和面接触的，压力和支持力的方向垂直於接触面，如果点与一弧面接触的，则垂直于过触点的切面。
绳子的拉力是绳对所拉物体的弹力，方向总是沿着绳并指向绳收缩的方向。
弹簧对所作用的物体的弹力的方向与弹簧的形变方向相反。